# 畠山晴熙
畠山 晴熙（はたけやま はるひろ）は、戦国時代の武将。紀伊・河内・越中の守護大名。畠山尾州家当主。

## 生涯
畠山尚順の子として生まれ、播磨守を称した。
天文3年（1534年）8月、長兄の稙長が重臣・遊佐長教らによって当主の座を追われ、次兄の長経が家督を継いだ。しかし長経は遊佐長教と対立したためか失脚し、天文5年（1536年）5月には晴熙が「屋形」を称している。
晴熙の地位については、幕府より家督継承の承認を受けたとする史料が見られず、後に惣領名代とされた播磨守政国と同様、当主代行という立場だった可能性がある。
天文7年（1538年）7月、畠山晴満が屋形として高屋城に入城（翌8月、幕府より家督相続を承認される）した際には、晴熙は「高屋方屋形」を「上表」（辞退）しており、特に抵抗した形跡も見られない。
これ以後、晴熙は畠山氏の分家である播磨守家の当主として活動したと考えられる。播磨守は明応の政変以来、畠山氏当主の弟が名乗ることが多く、総州家にもその名が見られる。播磨守家は、畠山氏本家が守護として在京する際に高屋城を守り、また稙長の死去時には播磨守政国が惣領名代になるなど畠山氏において大きな役割を果たした。尾州家における本家と播磨守家の関係は、細川氏における本家と典厩家のそれに似たものだったと思われる。
天文14年（1545年）12月、従五位下に叙され伊予守に任じられた。その後、兄の政国が播磨守を名乗った。